# Barn och stjärnor
Barn och stjärnor är en psalm med text skriven av författaren Ylva Eggehorn från 1991, med musik komponerad samma år av tonsättaren Hans Nyberg. Texten är skriven för kyndelsmässodagen.
Texten är skyddad av upphovsrätt. Den handlar om hur både barn och stjärnor föds i mörker, oskyddade, och ändå växer. I andra versen handlar texten om Gud som ett ljus i nattens mörker som hjälper människan att våga.

## Publicerad i
- Psalmer och Sånger 1987 som nummer 818 under rubriken "Kyrkoåret - Övriga helgdagar -Kyndelsmässodagen".[2]
- Psalmer i 90-talet som nummer 843 under rubriken "Kyndelsmässodagen".
- Cantarellen 1997 som nummer 7.
- Verbums tillägg 2003 till Den svenska psalmboken 1986 som nummer 744 under rubriken "Kyndelsmässodagen".
- Sång i Guds värld Tillägg till Svensk psalmbok för den evangelisk-lutherska kyrkan i Finland 2015 som nummer 844 under rubriken "Kyrkoåret".
- Nya barnpsalmboken som nummer 221.[1]
- Hela familjens psalmbok 2013 som nummer 83 under rubriken "Hela året runt".[3]
- Swedish hymns : and the stories behind them.[1]
- Ung psalm som nummer 20.[1]

## Inspelningar
Sången spelades in av Carola Häggkvist på albumet Störst av allt 2005.

### Fotnoter
1. 1 2 3 4  Karlsson, Karin (2019). Psalmernas väg. Kommentarer till text och musik i Den svenska psalmboken med tillägg samt Psalmer i 2000-talet. "4". Visby: Wessmans Musikförlag. sid. 63. Libris q1j17q8mn6hjtltg. ISBN 978-91-877-1069-8
2. ↑   Psalmer och sånger. Stockholm: Verbum. 2003. Libris 9428395. ISBN 9152655113
3. ↑   Hela familjens psalmbok. Örebro: Libris. 2013. Libris 14011849. ISBN 9789173872997
4. ↑  ”Störst av allt”. Svensk mediedatabas. 26 februari 2005. http://smdb.kb.se/catalog/id/002004384. Läst 2 juni 2011.